# ミリメートル
ミリメートル（millimetre, 記号mm）は、長さのSI単位で、1/1000メートル(m)である。
- 1 mm = 0.001 メートル = 0.1 センチメートル = 1000 マイクロメートル
- 1 mm3 = 0.001 mL = 1 µL

マイクロメートル ≪ ミリメートル ＜ センチメートル

## 単位記号
「mm」の、前の「m」（ミリ）は、千分の一を表すSI接頭語であり、後の「m」は、メートルの単位記号である。したがって、2つの m は小文字、立体で表記しなければならない。
ときに、「MM」と大文字で書かれることがあるが、これは誤りである。単位記号で大文字の「M」はメガと混同されることもある。
日本では1980年（昭和55年）ごろまで、慣習的に「m/m」と書かれることがあったが、これも誤りである。現在でも、園芸用支柱のサイズの表示にm/mが用いられている。
なお、cm(センチメートル)についても「c/m」と書く慣用があった。
m/m は、全く別の意味で使われることがある。平面角の単位であるラジアンをSI基本単位のみによる表現とした場合に、m/m は「メートル÷メートル」の意味で便宜的に使われる表現であり、rad = m/m と書くことができる。
日本の漢字(国字)では1950年（昭和25年）頃までは「粍」と表記されていたが、
常用漢字表にないうえこの翌年に制定された計量法では使用することはできないことから、
以来70年以上は滅多に使われなくなった。
また、ミリメートルに限らず、メートル法では「千分の一」を意味する単位の頭には「ミリ」が付く（例：ミリリットル、ミリグラム）が、単に「ミリ」と言った場合に「ミリメートル」の略語として使用される例がある。

## 英語の綴り
ミリメートルの公式の英語の綴りは、millimetreで、「ミリミーター」に近い発音である。ただし、米国でのみ1977年以降、例外的にmillimeterとしている。
millimetre は一語であり、「milli metre」と離して書くことはできない。

## millimetre のアクセント
millimetre の発音では、接頭語である milli の最初のシラブルに強アクセントがある。これは、kilometre、nanometre などの倍量単位・分量単位の英語発音でも同じである。詳細は、メートル#派生語の英語発音を参照のこと。
なお、単位「メートル」に由来しない、-metre ( -meter) で終わる語のアクセントは、その直前にあるのが普通である。例えば speedometer（速度計）のアクセントは、speedo- の第2シラブルに強アクセントがある。

## 使用
製図における寸法は、100 mmや1000 mmを超えるような大きな長さ（ダムなどの場合）であっても、ミリメートルで表記するのが普通である。また、ミリメートルは降水量の単位としても用いられ、気象情報の報道など許容される場面では「ミリ」とも省略される。

### 注
1. ↑  以下はキロを「K」と表記することについての注意であるが、ミリを「M」とすること、及びメートルを「M」とすることにも適用される。「計量単位のSI化に係るQ & A（SI単位等普及推進委員会　通商産業省　計量行政室） - 2009年7月17日時点のアーカイブ、 Q5: 接頭語のキロに大文字のKを使用することは可能か。  A5: SIのルールでは、大文字のKは温度の計量単位であるケルビン（K）を表す記号ですので、誤解を生む要因となります。したがって、正しく小文字のkを使用すべきです。特に、欧州やISOなどでは、記号も含めて整合性を求められますので、正しい記号を使用することをお薦めします。 なお、計量法は、計量単位記号については、標準となるべきものを定めていますので、大文字のKを用いることに罰則が伴うものではありません。
2. ↑  1959年9月の伊勢湾台風の後に名古屋市が作成した災害誌（小中学校ごと）には、「浸水程度 床上230c/m」のように「c/m」の表記が見られる。